# 宇品大橋
宇品大橋（うじなおおはし）は、広島県広島市の広島港内にかかる道路橋。広島高速3号線（広島南道路）を形成する自動車専用橋の1つ。2000年土木学会田中賞（作品部門）受賞、同年全建賞道路部門受賞。

## 概要

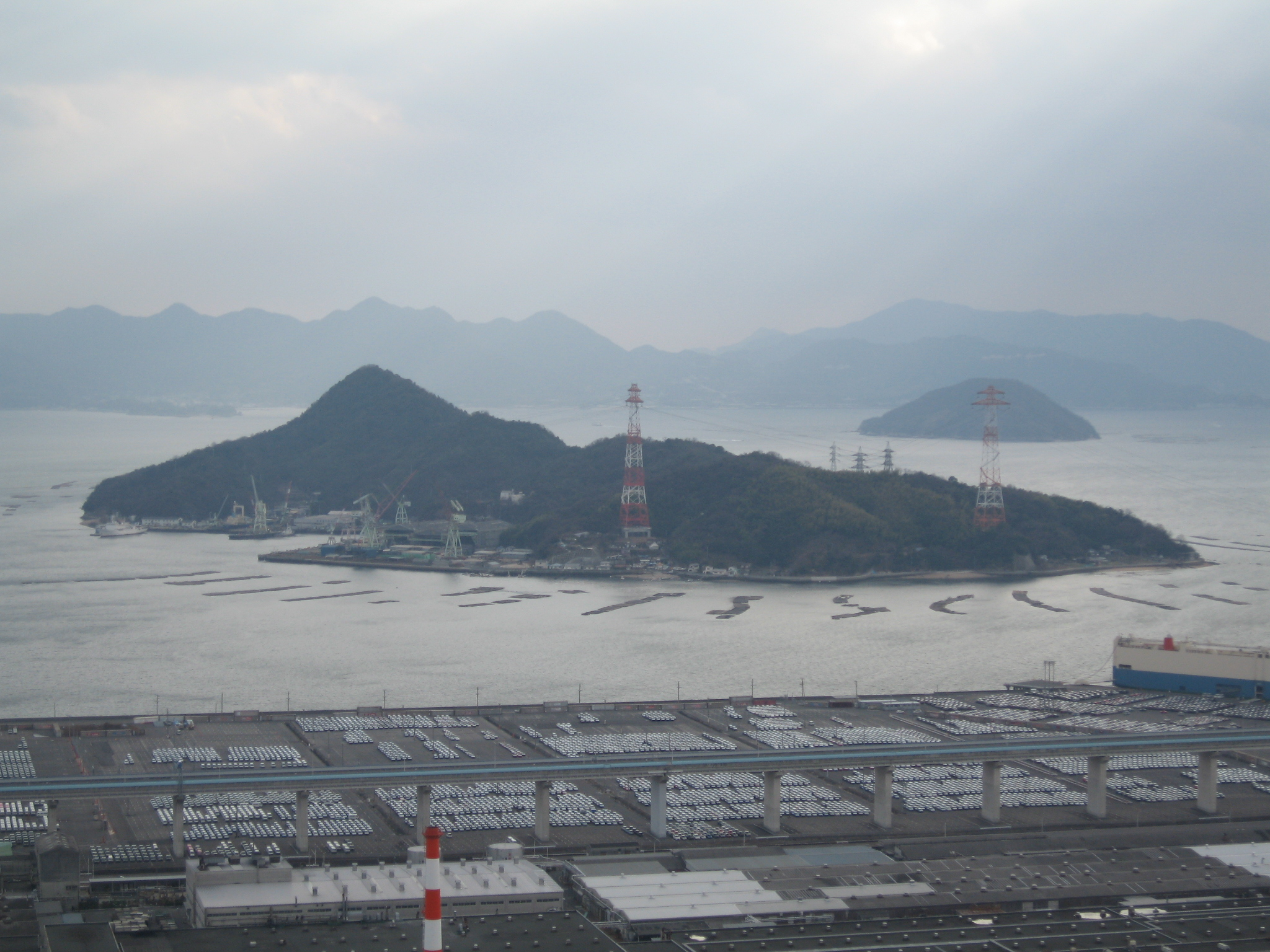
橋の東側にあるマツダ宇品工場。下の高架が広島南道路。

1999年竣工。広島高速3号線仁保JCTから宇品IC間の部分開通に伴い、2000年3月19日開通。
橋種はアーチ橋ではなく桁橋に分類される。橋の東側がマツダ宇品工場、西側が宇品外貿地区と、大型貨物船が入港する関係から桁下に比較的大きな航路限界が設けられており、中間に橋脚を設けることが出来ず1スパンで跨ぐ必要があった。そのため、この橋の構造は桁橋の中間部をアーチで補剛する形をとっている。なおこの形式は国内初施工となり、最大支間長は桁橋としては2014年現在で日本最長世界でも5番目の長さになる。
さらに、海岸部のため耐風対策や軟弱地盤対策、施工に対し西側の高圧鉄塔にも対策を施すなど、さまざまな課題をクリアした。

## 諸元
- 路線名 : 広島高速3号線（広島南道路）[1]

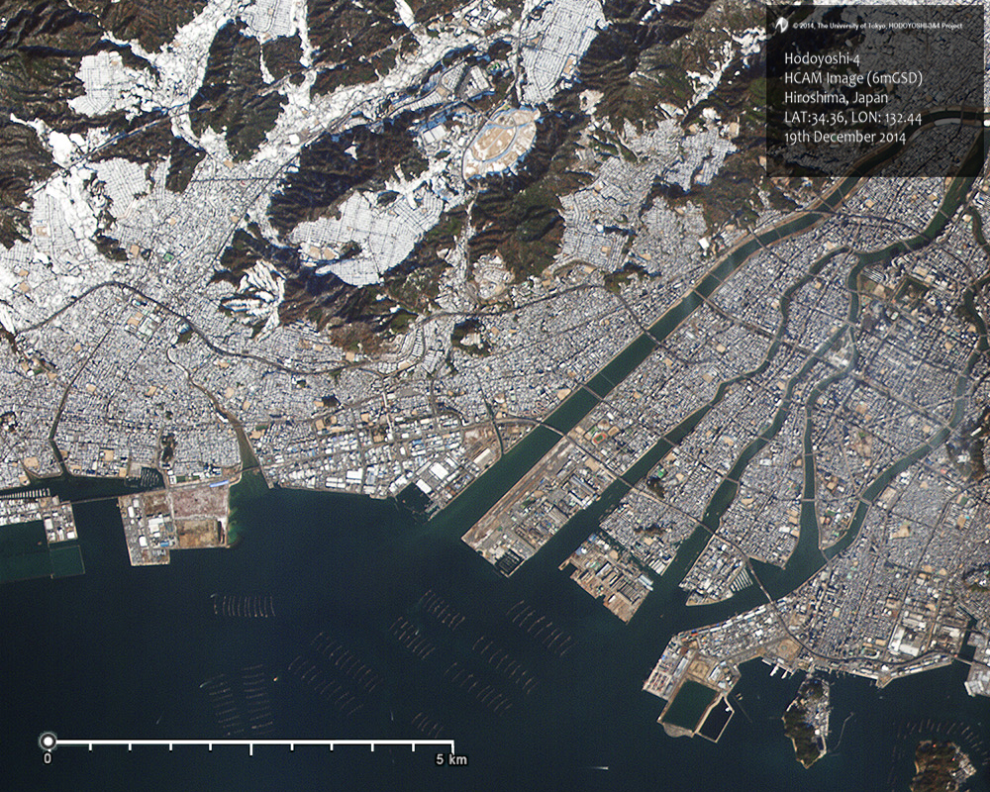
2014年。右端のものが宇品大橋。

- 橋種 : 単弦アーチで補剛された3径間連続鋼床版下箱桁橋[1]
  - アーチライズ : 21.0m [4]
- 橋長 : 550.0m [4]
- 支間長 :138.9m + 270.0m + 138.9m [4]
- 幅員 : 車道14m[1]
- 航路限界 : 30.2m [4]
- 設計 : 長大 [3]
- 施工 : 三菱・IHI・横河共同企業体 [4]

## 参考資料
- 広島高速道路：広島高速3号線（広島南道路） - 広島県
- 広島平和記念都市建設計画 - 広島市
- 田中賞作品部門受賞一覧 - 土木学会